# 知識論證

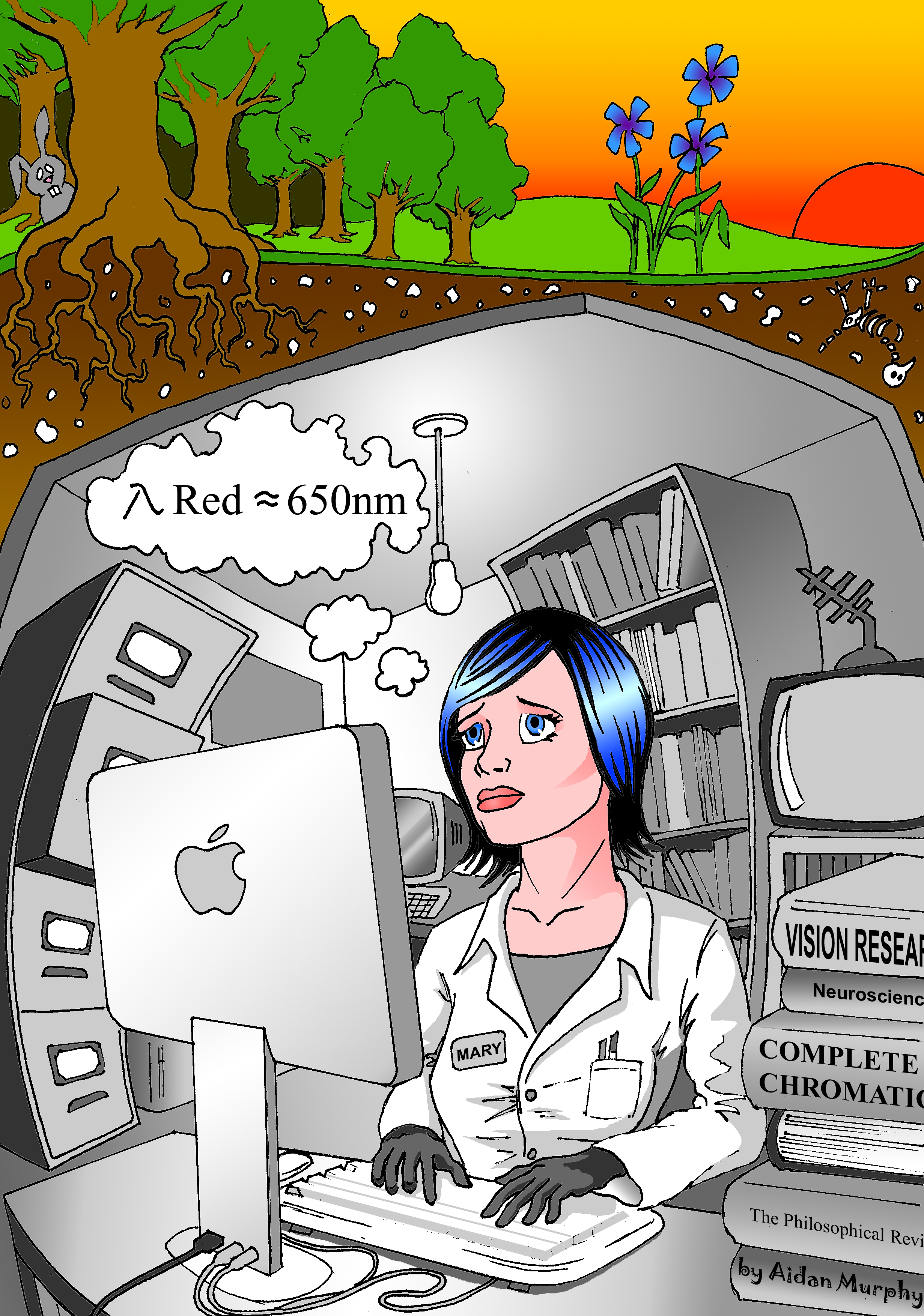
一幅描繪科學家瑪麗在房間中的插圖。

知識論證（英語：Knowledge argument），又稱瑪麗房間（Mary's room），超級科學家瑪麗（Mary the super-scientist）或黑白瑪麗，是一個哲學上的思想實驗，由法蘭克·傑克森於1982年在〈副現象意義上的感質〉（Epiphenomenal Qualia）一文中提出，並在1986年的〈瑪麗所不知道的事〉（What Mary Didn't Know）一文中擴充說明。論證中假設了一位科學家瑪麗，從小生活在一間只有黑白兩色的房間中，在其中她學會了關於顏色的所有物理知識，卻未曾有過任何人類的顏色知覺。論證的核心問題為「當瑪麗步出黑白房間，看到各種顏色後，她有沒有學到新的知識？」
知識論證被用於反駁物理主義的見解，很快引起哲學界的討論。2004年，關於知識論證的的許多討論被整理收錄在《There's Something About Mary》一書中，包含了丹尼爾·丹尼特、大衛·劉易斯、保羅·丘奇蘭德等人的文章。

## 內容

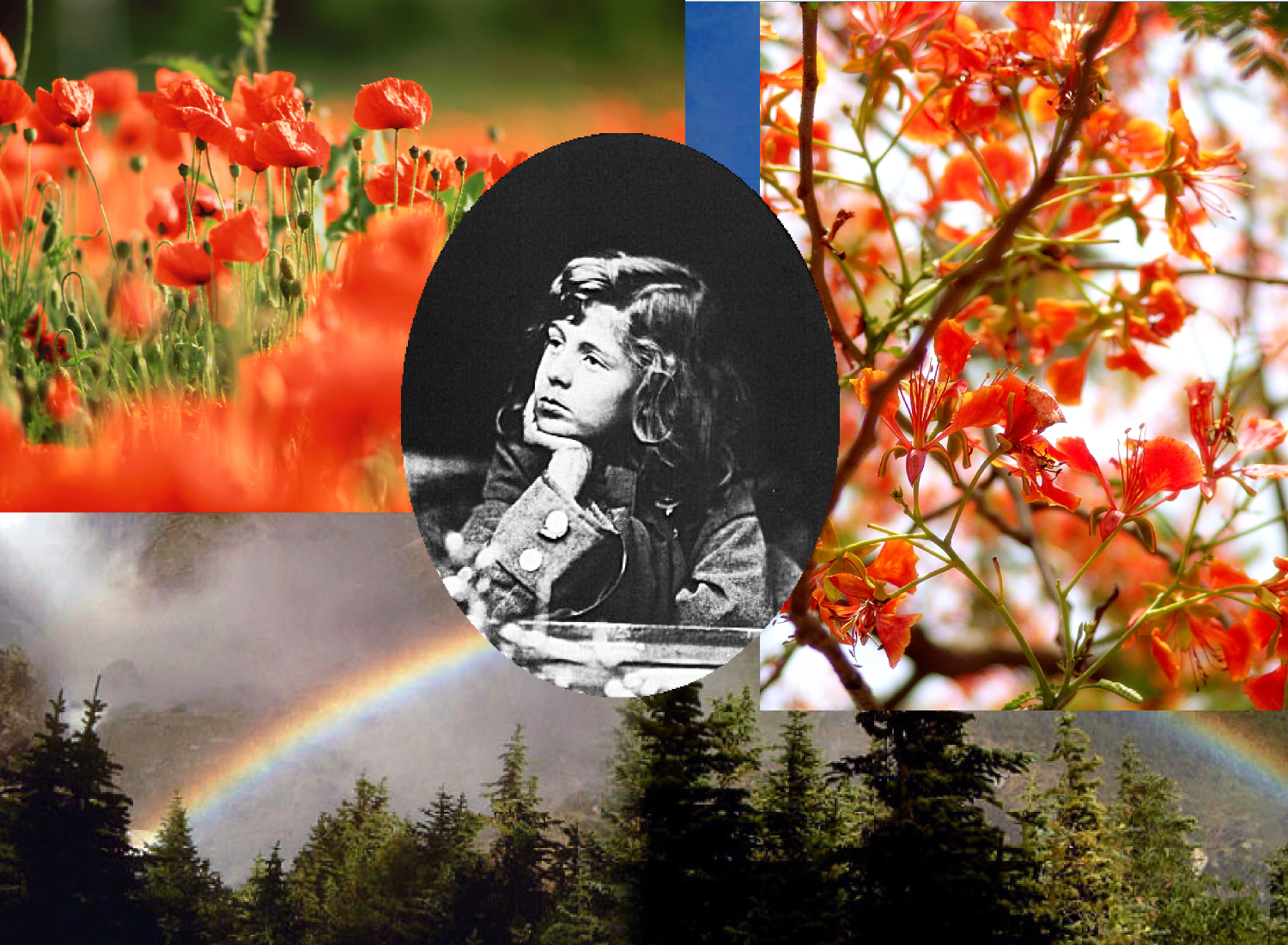
黑白瑪麗思想實驗的想像圖。

本思想實驗在法蘭克·傑克森文中最初的論述如下：
瑪麗是一位傑出的科學家，但被強迫（無論出於何種原因）待在一個黑白房間中，並透過一台黑白電視螢幕來研究這個世界。她專門研究視覺的神經生理學，而我們可以假設，她獲得了所有相關的物理訊息，像是當我們看到成熟的番茄或天空，並用類似「紅色」、「藍色」等名詞形容時發生了什麼事：例如，她發現了天空的光波波長組合如何刺激視網膜，以及中樞神經系統如何造成聲帶收縮、並讓肺部排出空氣，以使人能說出「天空是藍色的」這一句話。……當瑪麗從黑白房間中獲釋，或者擁有了一台彩色電視螢幕，會發生什麼事呢？她是否會學到任何新的東西呢？
簡而言之，瑪麗知道這世界上有除了黑色與白色之外的各種顏色，也知道各種關於色彩的物理知識以及生理學知識，但是她從來沒有真的看過那些顏色。有一天，當她從房間出來，看到各種真實的色彩，請問她是否因為這樣的經驗而掌握到任何之前不擁有的知識？傑克森認為瑪麗的確學到了新知識。
關於如何統整傑克森在本思想實驗中的前提與結論有許多不同意見，以下是保羅·丘奇蘭德的做法：
1. 瑪麗知道所有關於腦狀態及其特性的事。
2. 瑪麗並非知道所有關於感官知覺及其特性的事。
3. 因此，感官知覺及其特性不等同於（≠）腦狀態及其特性。[3]

然而，傑克森認為丘奇蘭德的做法與他所想的論述不同。他尤其反對丘奇蘭德所提出的前提一：「知識論證的完整題旨是瑪麗在獲釋前並不知道所有關於腦狀態及其特性的事，因為她並不知道與腦狀態及其特性相關的特定感質。根據論述，她所知道的是關於物質物理的完整知識。」傑克森提出了他所認可的意見：
1. 瑪麗獲釋前知道所有其他人知道的物理性知識。
2. 瑪麗獲釋前並非知道所有其他人知道的知識（因為她在獲釋後又學到了一些新知識）。
3. 因此，有些其他人（及瑪麗本人）所知道的知識，是不涵蓋在物理主義之中的。[4]

大多數的作者都使用瑪麗的例子來討論知識論證，但傑克森之後又在他的文章中使用了一個更進一步的例子：弗萊德（Fred），一位看得到一般人所看不到的顏色的人。

## 歷史
瑪麗房間思想實驗是為了證明非物理的特性是存在的，且有些可得的知識只能透過意識經驗而得，如此便能反駁物理主義認為所有知識都是物理性知識的理論。在瑪麗房間之前，約50年之中，C·D·布羅德、赫伯特·費格爾與湯瑪斯·內格爾等人相繼對同個主題提出許多見解，也成為日後傑克森提出瑪麗房間思想實驗的基礎。
以下是C·D·布羅德提出的思想實驗，描述一個擁有無窮盡數學能力的天使長：
他（指天使長）可以準確知曉氨的微觀結構為何，但他無法完全預測一個擁有如此結構的物質在進入人類鼻子後必然聞起來像氨。他最多能知道如此物質可以作用於鼻腔黏膜、嗅神經等，但他不可能知道這些作用會伴隨著一般的氣味還是氨的特殊氣味，除非有人告訴他，或是他自己聞到了。
在約30年後，赫伯特·費格爾闡述了類似的論點。他假設自己是一個正在研究人類行為、但缺乏人類感官的火星人：
……若有些意象與共感取決於對該意象與共感的感質的熟悉程度（直接認識），火星人將完全缺乏某種程度上的這種意象與共感。
湯瑪斯·內格爾採取了與上述做法略為不同的方向。為了使他的論述對人類更加適用且相關，他以人類立場出發，嘗試在〈成為一隻蝙蝠可能是什麼樣子〉論證中聚焦在蝙蝠的聲納系統。即使全部的物理資訊都唾手可得，人類仍然無法完全的感知或了解蝙蝠的聲納系統，也就是說，無法了解用蝙蝠的聲納系統來感知物體的感覺為何。

## 論點
從瑪麗房間思想實驗，可以引申出兩個主要論點：感質的存在，與反對物理主義的知識論證。
感質指的是一種主觀經驗的性質，獨立於行為而存在。傑克森表示，如果瑪麗在離開房間後學到了新的東西，也就是說她獲得了某種之前不曾擁有的知識，則這個知識指的就是「看見紅色時的感質」。因此，人們必須承認感質是真實存在的性質，因為擁有感質的人、與不擁有感質的人的知識是不一樣的。
第二個論點指出，如果瑪麗看見顏色後學到了新的東西，代表物理主義是錯的；知識論證指出物理主義之中，對心靈的物理解釋不夠完備。傑克森認為：
很明顯瑪麗學到了新的東西，且是關於這個世界以及我們的視覺經驗的，這也不可避免的代表了她先前的知識是不夠完備的。但她先前已經具備所有的物理知識了，所以物理知識是不夠的。物理主義錯了。

### 副現象主義
傑克森相信生理學可以完整解釋心靈，即所有的行為都是由某種物理力所引發的；而瑪麗房間思想實驗似乎又證明了感質是存在的，即心靈有一部分是非物理的。如果要讓以上兩者皆為真，則副現象主義為真。副現象主義認為物理狀態造就了心靈狀態，但心靈狀態不能反過來影響物理世界。因此，傑克森作為瑪麗房間思想實驗的設計者，他也同時是位副現象主義者。

## 回應
反對者透過批判性檢查，提出了瑪麗房間思想實驗的許多漏洞，並以此認為知識論證並不完善。在針對傑克森的反駁中，最著名的是「能力假說」與「熟悉假說」。兩個假說皆指出瑪麗確實學到了知識，但不是新的知識；如果她獲得的不是新的命題性知識，則她所獲得的知識仍有可能落在物理主義的範疇之內。

### 實驗設計問題
有些反對者指出，瑪麗房間思想實驗的情境並不可能成立。伊凡‧湯普森質疑思想實驗的前提設定，認為瑪麗不能完全被限制在只有黑白兩色的生活環境之中，因為她可以在夢中、或透過揉眼睛而產生的視覺後像而感知到顏色。喬治‧葛林漢（George Graham）與泰倫斯‧霍根（Terence Horgan）據此提出了對思想實驗的改良版前提：與其假定瑪麗生活在一個黑白房間中，不如讓瑪麗天生無法感受各種顏色，但在長大後透過手術而能看見顏色。瑪蒂娜‧尼達-諾姆林指出，儘管人們可能會依科學立場質疑瑪麗的情境是否有可能發生，但這對於此思想實驗的有效性是否構成威脅仍有待商榷，重點在於至少這個情境是可設想的。

### 能力假說
一些反對意見指出，瑪麗離開房間時並沒有獲得新的事實知識，而只是獲得了新的能力。勞倫斯‧內米羅（Laurence Nemirow）認為「知道一個經驗是什麼樣的，相同於知道如何想像曾經有這個經驗」。他認為瑪麗只是獲得了從事某件事的能力，而不是新事物的知識。大衛·劉易斯的論點也很類似，她認為瑪麗獲得了「記憶、想像與辨別」的能力。他們都同意瑪麗在第一次看到紅色發現了一件新事物，但否認她的發現是關於她在獲釋前尚未意識到的事實。所以，她發現的是新的能力，而不是新的事實；她對體驗色彩感覺的發現，僅止於她獲得了解如何從事某件事情的新能力，而不是獲得新的事實知識。丘奇蘭德將知道區分為兩種意義：「知道怎麼做（knowing how）」和「知道一件事（knowing that）」，其中知道怎麼做是指能力，而知道一件事是指對事實的了解。丘奇蘭德的希望可以透過找出大腦中代表每種知識的不同位置來證實這一個回應，因為這代表不同知識之間存在著明顯的物理區別。如果瑪麗沒有學到新的事實，只是學習到一個能力，就可以從物理主義的角度否定知識論證所帶來的問題。

### 熟悉假說
厄爾‧康尼（Earl Conee）覺得能力假說並不成立，因此提出了另一種變體。熟悉假說中新定義了第三種知識，即「通過對經驗的熟悉而獲得的知識」，這個知識既不能還原為事實知識，也不能還原為知道怎麼做（knowing how）。他認為瑪麗在獲釋後實際獲得的知識就是熟悉知識，透過熟悉來知道一件事需要「要求人們以最直接的方式熟悉已知實體，以使人們意識到該事物」。由於「體驗一種質感是理解一種質感的最直接方式」，所以瑪麗獲釋後才開始有了對色彩感覺的熟悉。